# Grafvleermuizen
Grafvleermuizen (Taphozous) zijn een geslacht van zoogdieren uit de familie van de schedestaartvleermuizen (Emballonuridae).

## Soorten
Er worden 14 soorten in dit geslacht geplaatst:
- Taphozous achates Thomas, 1915
- Taphozous australis Gould, 1854
- Taphozous georgianus Thomas, 1915
- Taphozous hamiltoni Thomas, 1920
- Taphozous hildegardeae Thomas, 1909
- Taphozous hilli Kitchener, 1980
- Taphozous kapalgensis McKean & Friend, 1979
- Taphozous longimanus Hardwicke, 1825
- Taphozous mauritianus É. Geoffroy, 1818 – Mauritiusgrafvleermuis
- Taphozous melanopogon Temminck, 1841
- Taphozous nudiventris Cretzschmar, 1830 – Kaalbuikgrafvleermuis
- Taphozous perforatus É. Geoffroy, 1818 – Egyptische grafvleermuis
- Taphozous theobaldi Dobson, 1872
- Taphozous troughtoni Tate, 1952 – Spitsneusgrafvleermuis